# Lista de monumentos públicos em Salvador

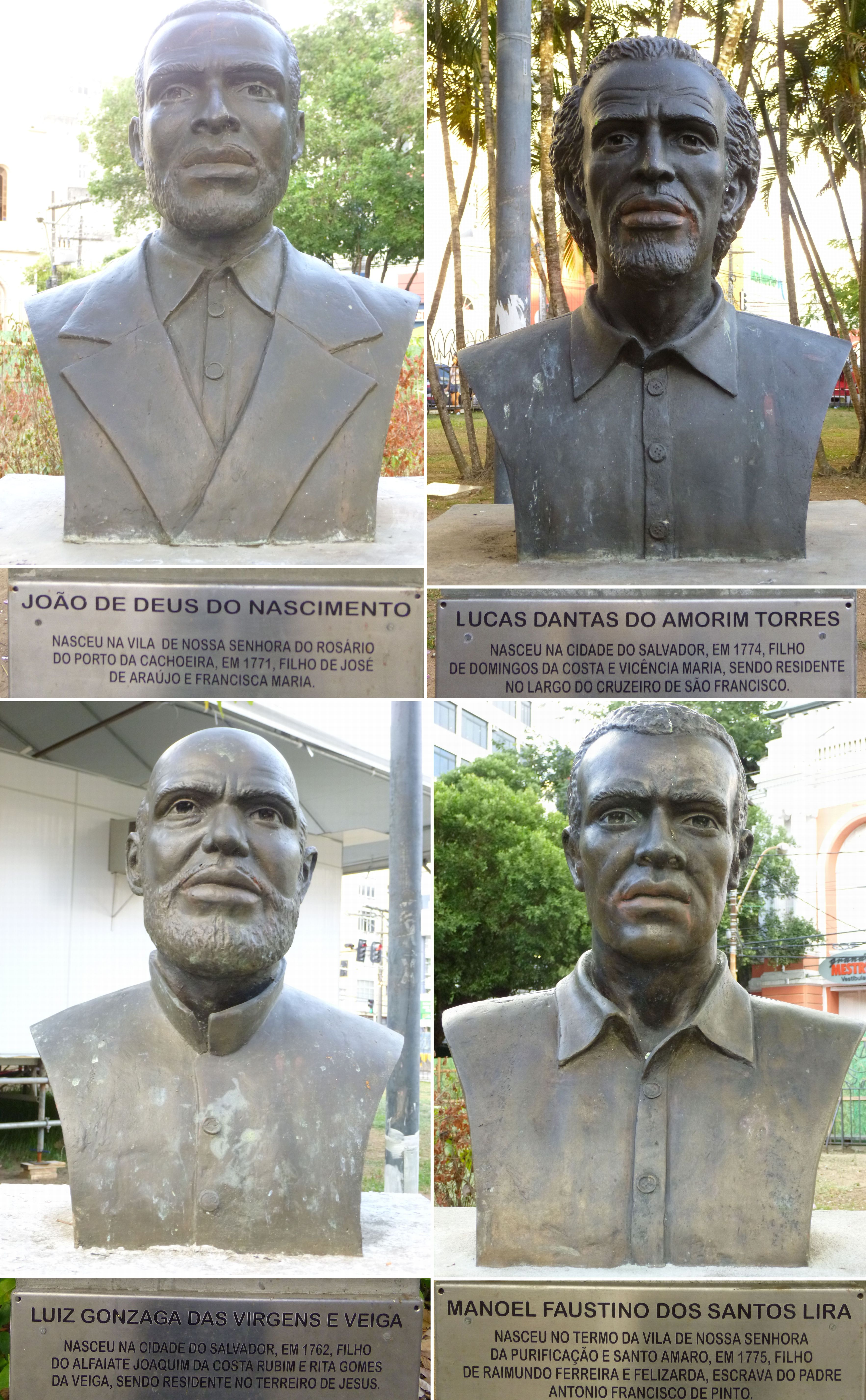
Bustos dos revolucionários da Conjuração Baiana localizados na praça da Piedade. Em sentido horário, partindo do canto superior esquerdo: João de Deus do Nascimento, Lucas Dantas de Amorim Torres, Manuel Faustino dos Santos Lira e Luiz Gonzaga das Virgens e Veiga

Esta é a lista de monumentos públicos em Salvador, município capital do estado brasileiro da Bahia. Os monumentos são referências de memória da história de Salvador ao ajudar a preservá-la e contá-la, sejam as lutas travadas na cidade, sejam personalidades associadas de alguma forma a ela. Sendo arte pública, estão espalhados por ruas, praças, jardins e interiores de edificações governamentais e privadas de Salvador. Pelo contraste entre tal importância e ações de roubos e vandalismos contra os monumentos, projetos da sociedade buscam a valorização e a educação patrimonial a partir da percepção dos entornos do monumentos como "museus e galerias a céu aberto".
No contexto do governo municipal soteropolitano, a Fundação Gregório de Mattos (FGM) é responsável pelo restauro, já o trabalho de manutenção é de responsabilidade da Empresa de Limpeza Urbana do Salvador (LIMPURB) e da Superintendência de Conservação e Obras Públicas do Salvador (SUCOP). Ao longo da década de 2010, a FGM restaurou dezenas de monumentos e, a partir de 2017, começou a instalar códigos QR, que são legíveis por telefone celular e conduzem a um sítio eletrônico com informações sobre o monumento. Na esfera da salvaguarda e proteção, alguns desses monumentos foram classificados patrimônios culturais materiais, como o Oratório da Cruz do Pascoal (tombado nacionalmente pelo Instituto do Patrimônio Histórico e Artístico Nacional). A Cruz da Redenção, no bairro de Brotas, a título de ilustração, tinha sua solicitação de tombamento em análise em 2013. Por sinal, o município de Salvador passou a contar com normas de proteção e preservação patrimonial em 2014, com a Lei n. 8 550 de 2014.
Segundo reportagem do jornal A Tarde, o primeiro monumento de Salvador foi o Obelisco Dom João VI, de 1815, em referência à transferência da corte portuguesa para o Brasil, que desembarcou inicialmente na cidade em 1808. Apesar disso, informações dão conta de que o Cruzeiro de São Francisco em frente à igreja homônima foi erguido entre 1805 e 1808, e datam do século XVIII o Oratório da Cruz do Pascoal (precisamente de 1743) e o chafariz da Quinta dos Padres. Independentemente, a imensa maioria dos monumentos soteropolitanos são posteriores à Independência do Brasil, especialmente após meados do século XIX. São dessa segunda metade do século XIX, por exemplo: o Monumento ao Dois de Julho erigido no Largo do Campo Grande em referência à Independência da Bahia; o monumento aos heróis da Batalha Naval do Riachuelo (no contexto da Guerra da Tríplice Aliança) encimado por um anjo da vitória sob patrocínio da Associação Comercial da Bahia e situado ao fundo de seu palácio-sede; e os chafarizes construídos por ocasião da implantação do sistema de abastecimento de água encanada pela Companhia do Queimado (a primeira concessionária de captação, tratamento e distribuição de água do Brasil). Por outro lado, alguns monumentos desapareceram, tal qual a Estátua da Liberdade — uma escultura neoclássica inaugurada em 2 de julho de 1920 sobre um pedestal situado no Largo da Soledade (ou Praça da Liberdade) em comemoração à independência da Bahia e cujo destino é desconhecido após sua substituição, em 1953, pela estátua de Maria Quitéria, heroína na campanha de libertação nacional.
O baiano Mário Cravo e o italiano radicado na Bahia Pasquale de Chirico destacam-se na autoria dos monumentos. A título de exemplo: a Monumento à Cidade do Salvador e a Cruz Caída são fruto da criatividade do primeiro, enquanto a estátua do poeta Castro Alves na praça homônima e o Relógio de São Pedro são obra do segundo.

## Inventário da FGM
A FGM elaborou um inventário dos monumentos de interesse público e contabilizou 175 monumentos nessas condições. A partir desses dados disponibilizados pela FGM, a tabela abaixo traz informações sobre monumentos públicos de Salvador. Uma dessas informações é a categorização elaborada pela FGM que classifica os monumentos públicos em: memorial (obra tridimensional para memória de pessoa ou fato), estátua (obra tridimensional esculpida para representar uma pessoa ou animal), busto (obra tridimensional da parte superior da figura humana), efígie (representação em relevo de figura humana), escultura (obra tridimensional esculpida), herma (obra tridimensional da parte superior da figura humana prolongada em pedestal), marco (estrutura de demarcação), painel (obra plana ou em relevo), fonte natural (nascente de água), fonte luminosa (engenho que lança água com luz e ritmo), chafariz (engenho destinado originalmente ao abastecimento de água potável), painel-fechamento, oratório, monumento e mausoléu. Outras informações incluem a data (de preferência o ano) daquele monumento público e a autoria da obra.
| Navegar por categorias: |
| --- |
| Bustos e efígies Chafarizes Esculturas Estátuasm Fontes luminosas Fontes naturais Hermas Marcos Mausoléus Memoriais Monumentos Oratórios Painéis Painéis-fechamento |

| Imagem | Monumento público                                         | Categoria         | Data                       | Autoria                                                       | Referência                  |
| ------ | --------------------------------------------------------- | ----------------- | -------------------------- | ------------------------------------------------------------- | --------------------------- |
|        | Busto ACM                                                 | busto e efígie    | 2004                       | Nanci Novais                                                  | Fundação Gregório de Mattos |
|        | Busto Apolônio - Popó                                     | busto e efígie    | 2020                       | Márcia Magno                                                  | Fundação Gregório de Mattos |
|        | Busto Arnaldo Pimenta da Cunha (d)                        | busto e efígie    | 1957                       | Ismael Barros                                                 | Fundação Gregório de Mattos |
|        | Busto Barão de Macaúbas                                   | busto e efígie    | 1925                       | Pasquale de Chirico                                           | Fundação Gregório de Mattos |
|        | Busto Carlo Batalha                                       | busto e efígie    | 1995                       | Nanci Novais                                                  | Fundação Gregório de Mattos |
|        | Busto Catulo da Paixão Cearense                           | busto e efígie    | século XX                  | desconhecida                                                  | Fundação Gregório de Mattos |
|        | Busto Dodô e Osmar (d)                                    | busto e efígie    | 1998                       | Herbert Viana de Magalhães                                    | Fundação Gregório de Mattos |
|        | Busto Duque de Caxias                                     | busto e efígie    | século XX                  | A.C.R.                                                        | Fundação Gregório de Mattos |
|        | Busto Ernesto Ribeiro Carneiro                            | busto e efígie    | 1932                       | Pasquale de Chirico                                           | Fundação Gregório de Mattos |
|        | Busto Ernesto Simões Filho                                | busto e efígie    | 2003                       | Márcia Magno                                                  | Fundação Gregório de Mattos |
|        | Busto General Artigas                                     | busto e efígie    | século XX                  | desconhecida                                                  | Fundação Gregório de Mattos |
|        | Busto General Labatut                                     | busto e efígie    | 1923                       | Pasquale de Chirico                                           | Fundação Gregório de Mattos |
|        | Busto General San Martin                                  | busto e efígie    | século XXI                 | Walter Lucero (San Luis)                                      | Fundação Gregório de Mattos |
|        | Busto Getúlio Vargas                                      | busto e efígie    | século XX                  | desconhecida                                                  | Fundação Gregório de Mattos |
|        | Busto Gláuber Rocha                                       | busto e efígie    | 2003                       | Nanci Novais                                                  | Fundação Gregório de Mattos |
|        | Busto Góes Calmon                                         | busto e efígie    | 1938                       | Pasquale de Chirico                                           | Fundação Gregório de Mattos |
|        | Busto Heitor Dias                                         | busto e efígie    | 2003                       | Márcia Magno                                                  | Fundação Gregório de Mattos |
|        | Busto João de Deus Nascimento (d)                         | busto e efígie    | 2004                       | Herbert Magalhães                                             | Fundação Gregório de Mattos |
|        | Busto Joaquim Rodrigues Lima (d)                          | busto e efígie    | 1991                       | escultor italiano                                             | Fundação Gregório de Mattos |
|        | Busto José Guilard Muniz                                  | busto e efígie    | 1972                       | Jair Brandão                                                  | Fundação Gregório de Mattos |
|        | Busto José Silveira                                       | busto e efígie    | século XX                  | M.M.                                                          | Fundação Gregório de Mattos |
|        | Busto Júlio David                                         | busto e efígie    | 1926                       | Pasquale de Chirico                                           | Fundação Gregório de Mattos |
|        | Busto Juracy Magalhães                                    | busto e efígie    | século XX                  | desconhecida                                                  | Fundação Gregório de Mattos |
|        | Busto Lauro Farani de Freitas (d)                         | busto e efígie    | 1952                       | Heitor Usai                                                   | Fundação Gregório de Mattos |
|        | Busto Lucas Dantas de Amorim Torres (d)                   | busto e efígie    | 2004                       | Herbert Magalhães                                             | Fundação Gregório de Mattos |
|        | Busto Luiz Gonzaga das Virgens e Veiga (d)                | busto e efígie    | 2004                       | Herbert Magalhães                                             | Fundação Gregório de Mattos |
|        | Busto Mãe Gilda                                           | busto e efígie    | 2014                       | Márcia Magno                                                  | Fundação Gregório de Mattos |
|        | Busto Major Cosme de Farias                               | busto e efígie    | século XX                  | Jair Brandão                                                  | Fundação Gregório de Mattos |
|        | Busto Manuel Lira (d)                                     | busto e efígie    | 2004                       | Herbert Magalhães                                             | Fundação Gregório de Mattos |
|        | Busto Monsenhor Tapiranga                                 | busto e efígie    | século XX                  | desconhecida                                                  | Fundação Gregório de Mattos |
|        | Busto Nelson Mandela                                      | busto e efígie    | 1991                       | Márcia Magno                                                  | Fundação Gregório de Mattos |
|        | Busto Pe. Manoel da Nobrega (d)                           | busto e efígie    | 1914                       | Pasquale de Chirico e Ismael de Barros                        | Fundação Gregório de Mattos |
|        | Busto Pedro Calmon                                        | busto e efígie    | 2002                       | Márcia Magno                                                  | Fundação Gregório de Mattos |
|        | Busto Pedro Fernandes Sardinha (d)                        | busto e efígie    | 1944                       | Pasquale de Chirico                                           | Fundação Gregório de Mattos |
|        | Busto Ruy Barbosa                                         | busto e efígie    | 1949                       | Mário Cravo                                                   | Fundação Gregório de Mattos |
|        | Busto Tiradentes                                          | busto e efígie    | século XX                  | Synfronini                                                    | Fundação Gregório de Mattos |
|        | Busto Zamenhof (d)                                        | busto e efígie    | 1977                       | Jaime Sampaio                                                 | Fundação Gregório de Mattos |
|        | Chafariz Cabocla (d)                                      | chafariz          | 1860                       | desconhecida                                                  | Fundação Gregório de Mattos |
|        | Chafariz Lord Cochrane                                    | chafariz          | 1862                       | desconhecida                                                  | Fundação Gregório de Mattos |
|        | Chafariz Quinta dos Padres                                | chafariz          | século XVIII               | desconhecida                                                  | Fundação Gregório de Mattos |
|        | Chafariz Senhor do Bonfim (d)                             | chafariz          | 1863                       | desconhecida                                                  | Fundação Gregório de Mattos |
|        | Chafariz Terreiro de Jesus (d)                            | chafariz          | 1861                       | Val Dosner                                                    | Fundação Gregório de Mattos |
|        | Chafariz Yemanja                                          | chafariz          | 1990                       | Bel Borba                                                     | Fundação Gregório de Mattos |
|        | Escultura AICO (d)                                        | escultura         | 2000                       | Kennedy Salles                                                | Fundação Gregório de Mattos |
|        | Escultura As Meninas do Brasil                            | escultura         | 2004                       | Eliana Kertész                                                | Fundação Gregório de Mattos |
|        | Escultura Cetro Ancestralidade                            | escultura         | 2001                       | Mestre Didi                                                   | Fundação Gregório de Mattos |
|        | Escultura Conj. Escultórico Correios                      | escultura         | 1980                       | Mário Cravo                                                   | Fundação Gregório de Mattos |
|        | Escultura Conj. Escultórico do Unhão                      | escultura         | século XX                  | diversas                                                      | Fundação Gregório de Mattos |
|        | Escultura Conj. Escultórico Jardim Namorados              | escultura         | século XX                  | diversas                                                      | Fundação Gregório de Mattos |
|        | Escultura Conj. Escultórico Passeio Publico               | escultura         |                            | diversas                                                      | Fundação Gregório de Mattos |
|        | Escultura Conj. Escultórico Pituaçu                       | escultura         | século XX                  | diversas, maioria de Mário Cravo                              | Fundação Gregório de Mattos |
|        | Escultura Conjunto Escultórico Jorge Amado e Zelia Gattai | escultura         | 2012                       | Tatti Moreno                                                  | Fundação Gregório de Mattos |
|        | Escultura Cruz Galícia                                    | escultura         | 2000                       | artistas da Escola de Canteiros de Poyo (Pontevedra, Espanha) | Fundação Gregório de Mattos |
|        | Escultura Cruzeiro Boa Viagem                             | escultura         | desconhecido               | desconhecida                                                  | Fundação Gregório de Mattos |
|        | Escultura Cruzeiro São Francisco (d)                      | escultura e marco | 1807                       | desconhecida                                                  | Fundação Gregório de Mattos |
|        | Escultura Iemanjá (d)                                     | escultura         | 1970                       | Manuel Bomfim                                                 | Fundação Gregório de Mattos |
|        | Escultura Mãe Runho                                       | escultura         | século XX                  | Félix Sampaio                                                 | Fundação Gregório de Mattos |
|        | Escultura Mármore Conj. Escultórico Dique Tororó (d)      | escultura         | século XIX                 | desconhecida                                                  | Fundação Gregório de Mattos |
|        | Escultura Metal Conj. Escultórico Dique Tororó (d)        | escultura         | século XX                  | Tatti Moreno                                                  | Fundação Gregório de Mattos |
|        | Escultura Metamorfose Habitantes Lagoa                    | escultura         | 1985                       | Calasans Neto                                                 | Fundação Gregório de Mattos |
|        | Escultura Mulher (d)                                      | escultura         | 1985                       | Carybé                                                        | Fundação Gregório de Mattos |
|        | Escultura Ode a Jorge Amado                               | escultura         | 1985                       | Calasans Neto                                                 | Fundação Gregório de Mattos |
|        | Escultura Odoyá                                           | escultura         | 2008                       | Ray Vianna                                                    | Fundação Gregório de Mattos |
|        | Escultura Parcerias                                       | escultura         | século XX                  | desconhecida                                                  | Fundação Gregório de Mattos |
|        | Escultura Paz Celestial (d)                               | escultura         | século XXI                 | Fundação Gregório de Mattos                                   | Fundação Gregório de Mattos |
|        | Escultura Pomba da Paz                                    | escultura         | 2001                       | Valmir Rocha                                                  | Fundação Gregório de Mattos |
|        | Escultura Relógio do Sol                                  | escultura         | 1993                       | Marçal Ribeiro da Fonseca                                     | Fundação Gregório de Mattos |
|        | Escultura Relógio São Pedro                               | escultura         | 1916                       | Pasquale de Chirico e Henri Le Paute                          | Fundação Gregório de Mattos |
|        | Escultura sereia                                          | escultura         | desconhecido               | Tatti Moreno                                                  | Fundação Gregório de Mattos |
|        | Escultura Sereia Itapuã (d)                               | escultura         | 1958                       | Mário Cravo                                                   | Fundação Gregório de Mattos |
|        | Escultura Valorização Orla                                | escultura         | século XX                  | desconhecida                                                  | Fundação Gregório de Mattos |
|        | Escultura Vinicius de Moraes                              | escultura         | 2003                       | Juarez Paraíso                                                | Fundação Gregório de Mattos |
|        | Escultura Zumbi Palmares (d)                              | escultura         | 2003                       | Bel Borba                                                     | Fundação Gregório de Mattos |
|        | Estátua Antonio Conselheiro                               | estátua           | desconhecido               | desconhecida                                                  | Fundação Gregório de Mattos |
|        | Estátua Barão do Rio Branco                               | estátua           | 1919                       | Pasquale de Chirico                                           | Fundação Gregório de Mattos |
|        | Estátua Castro Alves (d)                                  | estátua           | 1923                       | Pasquale de Chirico                                           | Fundação Gregório de Mattos |
|        | Estátua Conde dos Arcos                                   | estátua           | 1931-1932                  | Pasquale de Chirico                                           | Fundação Gregório de Mattos |
|        | Estátua Conde Pereira Marinho                             | estátua           | 1893                       | desconhecida                                                  | Fundação Gregório de Mattos |
|        | Estátua Confucio                                          | estátua           | 2004                       | desconhecida                                                  | Fundação Gregório de Mattos |
|        | Estátua Cristóvão Colombo                                 | estátua           | 1940                       | desconhecida                                                  | Fundação Gregório de Mattos |
|        | Estátua da Fé                                             | estátua           | século XIX                 | João Halbig                                                   | Fundação Gregório de Mattos |
|        | Estátua Dom Pedro                                         | estátua           | 1937                       | Pasquale de Chirico                                           | Fundação Gregório de Mattos |
|        | Estátua Edgard Santos                                     | estátua           | século XXI                 | desconhecida                                                  | Fundação Gregório de Mattos |
|        | Estátua Flora                                             | estátua           | século XIX (provavelmente) | desconhecida                                                  | Fundação Gregório de Mattos |
|        | Estátua Imaculada Conceição                               | estátua           | século XX                  | desconhecida                                                  | Fundação Gregório de Mattos |
|        | Estátua Irmãos Pereira                                    | estátua           | 1954                       | Pasquale de Chirico                                           | Fundação Gregório de Mattos |
|        | Estátua Jesus Cristo (d)                                  | estátua           | 1920                       | Pasquale de Chirico                                           | Fundação Gregório de Mattos |
|        | Estátua JJ Seabra (d)                                     | estátua           | 1948                       | Antônio Caringi                                               | Fundação Gregório de Mattos |
|        | Estátua Luis Tarquinio                                    | estátua           | 1989                       | desconhecida                                                  | Fundação Gregório de Mattos |
|        | Estátua Maria Quitéria (d)                                | estátua           | 1953                       | José P. Barreto                                               | Fundação Gregório de Mattos |
|        | Estátua Pelé                                              | estátua           | 1971                       | Lucy Viana                                                    | Fundação Gregório de Mattos |
|        | Estátua São Miguel Arcanjo                                | estátua           | 2020                       | Felix Sampaio                                                 | Fundação Gregório de Mattos |
|        | Estátua Teixeira de Freitas (d)                           | estátua           | 1951                       | Rodolfo Bernardelli                                           | Fundação Gregório de Mattos |
|        | Estátua Thomé de Souza                                    | estátua           | século XX                  | Pasquale de Chirico                                           | Fundação Gregório de Mattos |
|        | Estátua Thomé de Souza Reprodução (d)                     | estátua           | 1999                       | Vauluizo Bezerra Rodrigues                                    | Fundação Gregório de Mattos |
|        | Estátua Visconde Cayru (d)                                | estátua           | 1923                       | Pasquale de Chirico                                           | Fundação Gregório de Mattos |
|        | Fonte Luminosa Cibernética (d)                            | fonte luminosa    | 2002                       | Francisco de Assis Reis                                       | Fundação Gregório de Mattos |
|        | Fonte Luminosa Maria da Praça                             | fonte luminosa    | século XX                  | Eliana Kertész                                                | Fundação Gregório de Mattos |
|        | Fonte Luminosa Nazaré                                     | fonte luminosa    | século XXI                 | Ghesa                                                         | Fundação Gregório de Mattos |
|        | Fonte Luminosa Nossa Senhora da Luz                       | fonte luminosa    | século XXI                 | Lucinei Caroso                                                | Fundação Gregório de Mattos |
|        | Fonte Luminosa Piedade                                    | fonte luminosa    | 1931                       | desconhecida, com manufatura europeia                         | Fundação Gregório de Mattos |
|        | Fonte Luminosa Praça Colombo                              | fonte luminosa    | 2000                       | Danilo Andrade                                                | Fundação Gregório de Mattos |
|        | Fonte Pública Banheiro dos Jesuítas                       | fonte natural     |                            |                                                               | Fundação Gregório de Mattos |
|        | Fonte Pública de Ondina                                   | fonte natural     |                            |                                                               | Fundação Gregório de Mattos |
|        | Fonte Pública de Santo Antônio                            | fonte natural     |                            |                                                               | Fundação Gregório de Mattos |
|        | Fonte Pública de São Pedro                                | fonte natural     |                            |                                                               | Fundação Gregório de Mattos |
|        | Fonte Pública do Baluarte                                 | fonte natural     |                            |                                                               | Fundação Gregório de Mattos |
|        | Fonte Pública do Gabriel                                  | fonte natural     |                            |                                                               | Fundação Gregório de Mattos |
|        | Fonte Pública do Gravatá                                  | fonte natural     |                            |                                                               | Fundação Gregório de Mattos |
|        | Fonte Pública do Queimado                                 | fonte natural     |                            |                                                               | Fundação Gregório de Mattos |
|        | Fonte Pública Fonte da Bica                               | fonte natural     |                            |                                                               | Fundação Gregório de Mattos |
|        | Fonte Pública Fonte da Preguiça                           | fonte natural     |                            |                                                               | Fundação Gregório de Mattos |
|        | Fonte Pública Fonte das Pedras (d)                        | fonte natural     |                            |                                                               | Fundação Gregório de Mattos |
|        | Fonte Pública Fonte do Estica                             | fonte natural     |                            |                                                               | Fundação Gregório de Mattos |
|        | Fonte Pública Fonte do Munganga                           | fonte natural     |                            |                                                               | Fundação Gregório de Mattos |
|        | Fonte Pública Fonte do Pereira                            | fonte natural     |                            |                                                               | Fundação Gregório de Mattos |
|        | Fonte Pública Fonte do Taboão                             | fonte natural     |                            |                                                               | Fundação Gregório de Mattos |
|        | Fonte Pública Fonte do Tororó                             | fonte natural     |                            |                                                               | Fundação Gregório de Mattos |
|        | Fonte Pública Margem Dique do Tororó                      | fonte natural     |                            |                                                               | Fundação Gregório de Mattos |
|        | Fonte Pública Nossa Senhora da Graça (d)                  | fonte natural     |                            |                                                               | Fundação Gregório de Mattos |
|        | Fonte Pública Redenção do Pelourinho                      | fonte natural     |                            |                                                               | Fundação Gregório de Mattos |
|        | Herma Almirante Marques de Tamandaré                      | herma             | 1949                       | desconhecida                                                  | Fundação Gregório de Mattos |
|        | Herma Conselheiro Almeida Couto                           | herma             | 1923                       | Wilson & Cia.                                                 | Fundação Gregório de Mattos |
|        | Herma Joaquim Francisco do Livramento (d)                 | herma             | 1825                       | Pasquale de Chirico                                           | Fundação Gregório de Mattos |
|        | Herma Luiz Gama                                           | herma             | 1951                       | Jair Brandão                                                  | Fundação Gregório de Mattos |
|        | Herma Marechal Castelo Branco                             | herma             | século XX                  | Jair Brandão                                                  | Fundação Gregório de Mattos |
|        | Herma Pe. Antônio Vieira                                  | herma             | 2001                       | Herbert Viana de Magalhães                                    | Fundação Gregório de Mattos |
|        | Herma Virgílio                                            | herma             | 1931                       | Hugo Bertazon                                                 | Fundação Gregório de Mattos |
|        | Marco 400 anos de Salvador                                | marco             | 1949                       | Corpo de Engenharia da Prefeitura Municipal de Salvador       | Fundação Gregório de Mattos |
|        | Marco Avenida Manoel Dias                                 | marco             | século XXI                 | Nadir Gomes Franco Lima                                       | Fundação Gregório de Mattos |
|        | Marco Cruz Caída (d)                                      | marco             | 1999                       | Mário Cravo                                                   | Fundação Gregório de Mattos |
|        | Marco Cruz da Redenção                                    | marco             | século XX                  | desconhecida                                                  | Fundação Gregório de Mattos |
|        | Marco Cruz do Pascoal                                     | marco             | 1743                       | Pascoal Marques de Almeida                                    | Fundação Gregório de Mattos |
|        | Marco Heróis de Canudos                                   | marco             | 1900                       | desconhecida                                                  | Fundação Gregório de Mattos |
|        | Marco Obelisco                                            | marco             | 1815                       | desconhecida                                                  | Fundação Gregório de Mattos |
|        | Marco Padrão do Descobrimento                             | marco             | 2001                       | Moisés Preto Paulo                                            | Fundação Gregório de Mattos |
|        | Marco Suburbana                                           | marco             | século XXI                 | Fundação Gregório de Mattos - GESIH                           | Fundação Gregório de Mattos |
|        | Mausoléu Carlos Marighela (d)                             | mausoléu          | século XX                  | Oscar Niemeyer                                                | Fundação Gregório de Mattos |
|        | Mausoléu Cosme de Farias                                  | mausoléu          | século XX                  | Fundação Gregório de Mattos - GESIH                           | Fundação Gregório de Mattos |
|        | Mausoléu Júlio David                                      | mausoléu          | século XX                  | desconhecida                                                  | Fundação Gregório de Mattos |
|        | Memorial Clériston Andrade (d)                            | memorial          | 1983                       | Mário Cravo                                                   | Fundação Gregório de Mattos |
|        | Memorial Dr. Paterson (d)                                 | memorial          | 1886                       | W. Stevenson                                                  | Fundação Gregório de Mattos |
|        | Memorial Edgard Santos                                    | memorial          | 2005 (reinauguração)       | Diógenes Rebouças e Mário Cravo                               | Fundação Gregório de Mattos |
|        | Memorial Luis Eduardo Magalhães (d)                       | memorial          | 1998                       | Luiz Paulo Conde, Mauro Neves Nogueira e Edgar Duvivier       | Fundação Gregório de Mattos |
|        | Monumento Cidade de Salvador                              | monumento         | 1970                       | Mário Cravo                                                   | Fundação Gregório de Mattos |
|        | Monumento Dois de Julho                                   | monumento         | 1895                       | Carlo Nicol                                                   | Fundação Gregório de Mattos |
|        | Monumento Edgard Santos                                   | monumento         | século XX                  | Márcia Magno                                                  | Fundação Gregório de Mattos |
|        | Monumento Elevador Lacerda                                | monumento         | 1869                       | Antonio Francisco de Lacerda                                  | Fundação Gregório de Mattos |
|        | Monumento Gestação (d)                                    | monumento         | século XX                  | Juarez Paraíso                                                | Fundação Gregório de Mattos |
|        | Monumento Luz das Gestações (d)                           | monumento         | 2001                       | Padre Pinto                                                   | Fundação Gregório de Mattos |
|        | Monumento Newton Rique                                    | monumento         | 1986                       | André Sá                                                      | Fundação Gregório de Mattos |
|        | Monumento Panteão da Liberdade (d)                        | monumento         | 1914                       | desconhecida                                                  | Fundação Gregório de Mattos |
|        | Monumento Pavilhão Dois de Julho                          | monumento         | 1828                       | Manoel Inácio da Costa                                        | Fundação Gregório de Mattos |
|        | Monumento Velas                                           | monumento         | século XX                  | desconhecida                                                  | Fundação Gregório de Mattos |
|        | Monumento Vitória de Riachuelo (d)                        | monumento         | 1874                       | João Francisco Lopes Rodrigues                                | Fundação Gregório de Mattos |
|        | Oratório Mãe Rainha                                       | oratório          | 2000                       | Comunidade Local                                              | Fundação Gregório de Mattos |
|        | Oratório Nossa Senhora de Fátima                          | oratório          | século XX                  | desconhecida                                                  | Fundação Gregório de Mattos |
|        | Oratório São Benedito                                     | oratório          | século XX                  | Argeu Miguel de Jesus                                         | Fundação Gregório de Mattos |
|        | Painel 500 anos do Descobrimento                          | painel            | 2001                       | Antonello L’abatte                                            | Fundação Gregório de Mattos |
|        | Painel Azulejos da Reitoria                               | painel            | século XIX                 | Pedro Barbosa de Madureira                                    | Fundação Gregório de Mattos |
|        | Painel Carybé                                             | painel            | século XX                  | Carybé                                                        | Fundação Gregório de Mattos |
|        | Painel Comemorativo Fundação Salvador                     | painel            | 1949                       | João Fragoso, Victor Palma e Bento de Almeida                 | Fundação Gregório de Mattos |
|        | Painel Pássaros                                           | painel            | 2001                       | Bel Borba                                                     | Fundação Gregório de Mattos |
|        | Painel Rupestre Brasileiro                                | painel            | 2003                       | Siron Franco                                                  | Fundação Gregório de Mattos |
|        | Painel-Fechamento da Praça da Piedade                     | painel-fechamento | 1998                       | Carybé                                                        | Fundação Gregório de Mattos |
|        | Painel-Fechamento da Praça Dois de Julho                  | painel-fechamento | 2004                       | Carybé, Daniel Colina e Gabriel Bernabó                       | Fundação Gregório de Mattos |
|        | Painel-Fechamento do Parque das Esculturas                | painel-fechamento | século XXI                 | Carybé                                                        | Fundação Gregório de Mattos |
|        | Painel-Fechamento Terreiro da Casa Branca                 | painel-fechamento | 2002                       | Bel Borba                                                     | Fundação Gregório de Mattos |